# Élections législatives niuéennes de 2023
Des élections législatives se tiennent à Niue le 29 avril 2023 afin de renouveler pour trois ans l'ensemble des vingt membres du parlement national (Fono Ekepule) de cet État, l'un des plus petits et des moins peuplés au monde. La nouvelle assemblée reconduit largement Dalton Tagelagi à la fonction de Premier ministre le 9 mai.

## Contexte

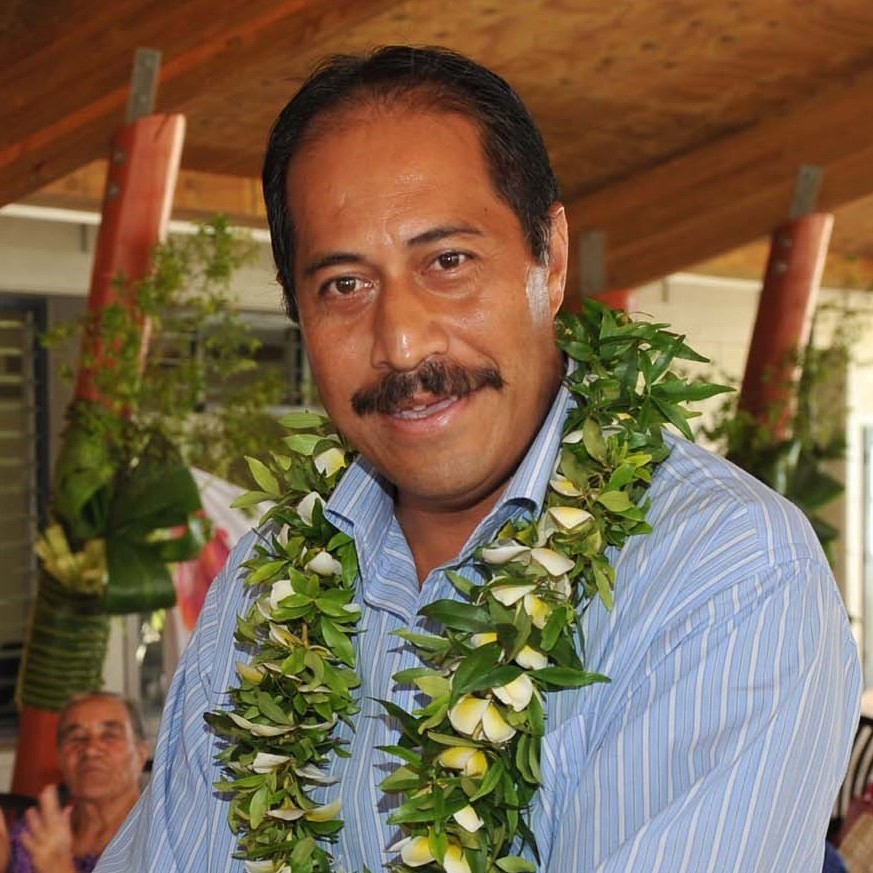
Le Premier ministre sortant, Dalton Tagelagi

Pays composé d'une unique île polynésienne, Niue est un État de facto indépendant, en libre association avec la Nouvelle-Zélande, qui conserve de jure la souveraineté sur l'île. En pratique, il n'y a pas d'ingérence néo-zélandaise dans les affaires niuéennes. Niue est une démocratie parlementaire fondée sur le modèle de Westminster.
Il n'existe pas de partis politiques, depuis l'auto-dissolution du Parti du peuple niuéen en 2003. Tous les candidats se présentent donc sans étiquette, faisant de Niue une démocratie non partisane. Après les élections, les députés élisent un président de l'assemblée, qu'ils choisissent en dehors du parlement, et un premier ministre, qu'ils choisissent parmi les leurs. Le premier ministre choisit alors au maximum trois députés, qu'il nomme ministres. Les ministres, y compris le premier ministre, conservent leurs sièges de députés,.
Les élections législatives de mai 2020 ont lieu dans le contexte de la pandémie de Covid-19, contre laquelle le pays  ferme ses frontières aux non-résidents et parvient à rester pendants deux ans l'un des rares pays au monde à ne pas être touché. Le premier cas n'est ainsi détecté sur l'île que début mars 2022.
Les élections de 2020 sont surtout marquées par la défaite du Premier ministre sortant Toke Talagi. En poste depuis 2008, très affaibli par des problèmes de santé qui le forcent à se déplacer en fauteuil roulant, et à effectuer de long séjour en Nouvelle-Zélande pour y recevoir des soins,, Talagi perd son siège de député, indispensable à son maintien en poste, malgré la réélection de la plupart des députés le soutenant. Sur les vingt députés élus, quinze sont des députés sortants, dont trois reconduits automatiquement en l'absence d'opposants. Dans la circonscription de Mutalau, deux candidats arrivent en tête ex aequo, menant à la sélection du vainqueur à pile ou face. La nouvelle assemblée siège le 10 juin et élit Dalton Tagelagi, ministre de l'Agriculture et de l'Environnement dans le gouvernement sortant, au poste de Premier ministre. Tagelagi obtient treize voix, contre sept pour la candidate de l'opposition O'love Jacobsen.

## Système électoral
Le Fono Ekepule est un parlement monocaméral composé de 20 députés élus pour trois ans selon un mode de scrutin mixte. Le pays compte quatorze circonscriptions électorales, élisant chacune un député. Chaque village niuéen correspond à une circonscription, à l'exception de la capitale, Alofi, qui est scindée en deux d'entre elles. Pour ces quatorze sièges, l'élection s'effectue au scrutin uninominal majoritaire à un tour, hérité du modèle britannique. Pour l'attribution des six autres sièges, les électeurs (soit tout résident permanent âgé d'au moins 18 ans) sélectionnent six noms parmi une liste de candidats. Ces sièges sont ainsi attribués via un mode de scrutin plurinominal majoritaire à un tour : les six candidats ayant reçu le plus de voix sont élus.
Pour ces élections, les frais d'inscription des candidats sont nettement accrus, passant de NZ$ 11 à NZ$ 200.

## Campagne électorale
Il y a quarante-deux candidats, donc six sont automatiquement élus ou réélus, étant chacun le seul candidat dans sa circonscription. Dix-sept candidats se présentent au scrutin national, et les autres se présentent dans les circonscriptions. Sept députés sortants ne se représentent pas : Richard Hipa (liste nationale), Sauni Tongatule, le ministre sortant des Services publics (liste nationale) ; Stanley Kalauni (liste nationale) ; Va'aiga Tukuitonga (Alofi-nord) ; John Tiakia (Lakepa) ; Pokotoa Sipeli (Liku) ; et Jack Lipitoa (Namukulu). Sauni Tongatule quitte ainsi le Parlement après un seul mandat de trois ans, tandis que Jack Lipitoa est député depuis trente-six ans, que l'ancien ministre Pokotoa Sipeli, malade, est député depuis trente ans, et que Va’aiga Tukuitonga, ancienne ministre également, est députée depuis vingt-quatre ans. Richard Hipa, à l'inverse, n'a de fait rempli ses fonctions parlementaires que quelques mois : élu pour la première fois en 2020, il est évacué en Nouvelle-Zélande en 2021 pour des raisons médicales, et y demeure convalescent depuis,,,.
Les candidats au scrutin national disposent chacun de trois minutes de temps de campagne sur TV Niue (en), et de trente minutes d'entretien avec la journaliste Esther Pavihi sur Radio Sunshine (en). Certains candidats font également campagne sur Facebook.

## Résultats
Les députés sortants sont indiqués par la mention « réélu » ou « battu ».
Il y a neuf nouveaux députés, dont deux (Maureen Melekitama dans la circonscription de Mutalau et Billy Talagi au scrutin national) qui retrouvent le siège qu'ils avaient perdu en 2020, et un (Silipea Sione) élu sans adversaire dans la plus petite circonscription du pays, Namukulu, après la retraite du doyen du Parlement, Jack Lipitoa.

### Hors-circonscriptions
Chaque électeur disposant d'autant de voix que de sièges à pourvoir (donc six), le total des voix est largement supérieur au nombre de votants.
Le ministre des Finances Crossley Tatui est très largement réélu, arrivant en tête. En deuxième et troisième places sont deux nouveaux élus : Emani Fakaotimanava-Lui, fils de l'ancien Premier ministre Frank Lui, et l'avocate Sinahemana Hekau, résidente d'Alofi-sud. L'ancien ministre Billy Talagi retrouve un siège au Parlement, à la quatrième place, et O'love Jacobsen, figure de l'opposition sortante, est réélue à la cinquième. À la sixième place se trouve Sonya Talagi, haute fonctionnaire au ministère des Transports, qui devance de peu Birtha Lisimoni-Togahai (haute fonctionnaire au ministère de l'Éducation) après un recompte des voix. Avec trois des six députés du scrutin national ne se représentant pas, Terry Coe, figure majeure de l'opposition sortante, est le seul sortant à ne pas être réélu,.
| Candidat                  | Voix  | %     | Résultat |
| ------------------------- | ----- | ----- | -------- |
| Crossley Tatui            | 409   | 8,63  | réélu    |
| Emani Fakaotimanava-Lui   | 394   | 8,32  | élu      |
| Sinahemana Hekau          | 387   | 8,17  | élue     |
| Billy Talagi              | 366   | 7,73  | élu      |
| O'love Jacobsen           | 364   | 7,69  | réélue   |
| Sonya Talagi              | 362   | 7,64  | élue     |
| Birtha Richmond Tongahai  | 360   | 7,60  |          |
| Terry Coe                 | 340   | 7,18  | battu    |
| Fapoi Akesi               | 313   | 6,61  |          |
| Tamuta Utalo              | 233   | 4,92  |          |
| Togia Sioneholo           | 208   | 4,40  |          |
| Victoria Posimani-Kalauni | 191   | 4,03  |          |
| Ettie Pasene-Mizziebo     | 185   | 3,90  |          |
| Julie Funaki-Talagi       | 178   | 3,58  |          |
| Charles Tohovaka          | 165   | 3,48  |          |
| Mark Blumsky              | 158   | 3,33  |          |
| Fisa Pihigia              | 109   | 2,30  |          |
|                           |       |       |          |
| Total des voix            | 4 737 | 100   | –        |
|                           |       |       |          |
| Suffrages exprimés        | 840   | 95,45 |          |
| Votes blancs et nuls      | 40    | 4,55  |          |
| Total des votants         | 880   | 100   |          |
| Abstention                | 287   | 24,59 |          |
| Inscrits/Participation    | 1 167 | 75,41 |          |

### Par circonscription
À Hikutavake, le député sortant Opili Talafasi perd son siège à une seule voix près. À Tamakautoga, où le député sortant Ricky Makani est largement réélu, la Broadcasting Corporation of Niue (en) note que sa victoire est endeuillée par la mort de sa mère tôt le matin du scrutin, avant l'ouverture des bureaux de vote.
| Circonscription | Candidats                | Votes | %     | Résultat                     |  |
| --------------- | ------------------------ | ----- | ----- | ---------------------------- |  |
| Alofi Nord      | Tutuli Heka              | 35    | 43,75 | élu                          |  |
| Alofi Nord      | Alan Tano Puleoti        | 26    | 32,5  |                              |  |
| Alofi Nord      | Stanley Tafafu           | 17    | 21,25 |                              |  |
| Alofi Nord      | Votes blancs ou nuls     | 2     | 2,5   |                              |  |
| Alofi Nord      | Total                    | 80    | 100   |                              |  |
|                 |                          |       |       |                              |  |
| Alofi Sud       | Dalton Tagelagi          | -     | -     | reconduit (sans adversaire)  |  |
|                 |                          |       |       |                              |  |
| Avatele         | Pita Poimamao Vakanofiti | 28    | 40,58 | réélu                        |  |
| Avatele         | Hetututama Speedo Hetutu | 26    | 37,68 |                              |  |
| Avatele         | Ketiligi Saniteli Fereti | 13    | 18,84 |                              |  |
| Avatele         | Votes blancs ou nuls     | 2     | 2,9   |                              |  |
| Avatele         | Total                    | 69    | 100   |                              |  |
|                 |                          |       |       |                              |  |
| Hakupu          | Richie Mautama           | -     | -     | reconduit (sans adversaire)  |  |
|                 |                          |       |       |                              |  |
| Hikutavake      | Ian Hipa                 | 9     | 37,5  | élu                          |  |
| Hikutavake      | Opili Talafasi           | 8     | 33,33 | battu                        |  |
| Hikutavake      | Masiniholo Lagaloga      | 5     | 20,84 |                              |  |
| Hikutavake      | Votes blancs ou nuls     | 2     | 8,33  |                              |  |
| Hikutavake      | Total                    | 24    | 100   |                              |  |
|                 |                          |       |       |                              |  |
| Lakepa          | Rhonda Tiakia            | 35    | 67,31 | élue                         |  |
| Lakepa          | Shield Palahetogia       | 16    | 30,77 |                              |  |
| Lakepa          | Votes blancs ou nuls     | 1     | 1,92  |                              |  |
| Lakepa          | Total                    | 52    | 100   |                              |  |
|                 |                          |       |       |                              |  |
| Liku            | Logopati Seumanu         | 31    | 54,39 | élu                          |  |
| Liku            | Sionetasi Pulehetoa      | 26    | 45,61 |                              |  |
| Liku            | Votes blancs ou nuls     | 0     | 0     |                              |  |
| Liku            | Total                    | 57    | 100   |                              |  |
|                 |                          |       |       |                              |  |
| Makefu          | Tofua Puletama           | 22    | 61,11 | réélu                        |  |
| Makefu          | Tioneatali Lolani        | 14    | 38,89 |                              |  |
| Makefu          | Votes blancs ou nuls     | 0     | 0     |                              |  |
| Makefu          | Total                    | 36    | 100   |                              |  |
|                 |                          |       |       |                              |  |
| Mutalau         | Maureen Melekitama       | 29    | 59,19 | élue                         |  |
| Mutalau         | Makaseau Ioane           | 18    | 36,73 | battu                        |  |
| Mutalau         | Votes blancs ou nuls     | 2     | 4,08  |                              |  |
| Mutalau         | Total                    | 49    | 100   |                              |  |
|                 |                          |       |       |                              |  |
| Namukulu        | Silipea Sione            | -     | -     | élu (sans adversaire)        |  |
|                 |                          |       |       |                              |  |
| Tamakautoga     | Ricky Makani             | 46    | 60,52 | réélu                        |  |
| Tamakautoga     | Peter Funaki             | 25    | 32,90 |                              |  |
| Tamakautoga     | Votes blancs ou nuls     | 5     | 6,58  |                              |  |
| Tamakautoga     | Total                    | 76    | 100   |                              |  |
|                 |                          |       |       |                              |  |
| Toi             | Dion Taufitu             | -     | -     | reconduit (sans adversaire)  |  |
|                 |                          |       |       |                              |  |
| Tuapa           | Mona Ainu'u              | -     | -     | reconduite (sans adversaire) |  |
|                 |                          |       |       |                              |  |
| Vaiea           | Talaititama Talaiti      | -     | -     | reconduit (sans adversaire)  |  |

## Formation d'un gouvernement
Avant la première session de l'assemblée nouvellement élue, O'love Jacobsen indique qu'elle considère que Dalton Tagelagi mérite un second mandat de Premier ministre, son premier mandat ayant été entravé par la pandémie de Covid-19. Elle ajoute toutefois que s'il est le seul candidat au poste de Premier ministre, elle se présentera également, ne serait-ce que pour que les députés aient un choix et que la démocratie puisse s'exercer pleinement.
L'assemblée siège le 9 mai et reconduit Hima Douglas à la présidence du Parlement. Les députés prêtent serment de fidélité au roi de Nouvelle-Zélande Charles III, et réélisent Dalton Tagelagi au poste de Premier ministre, par seize voix contre quatre pour O'love Jacobsen. Celle-ci félicite son adversaire et lui promet un soutien critique durant la nouvelle législature. Le 12 mai, le Premier ministre nomme le premier gouvernement paritaire de l'histoire du pays, avec deux femmes parmi les quatre ministres et deux femmes également parmi les quatre ministres adjoints